# Tàngara de matollar gorjagroga
La tàngara de matollar gorjagroga (Chlorospingus flavigularis) és un ocell de la família dels passerèl·lids (Passerellidae).

## Hàbitat i distribució
Habita boscos i vegetació secundària de les terres baixes a l'oest de Panamà, Colòmbia, cap al sud, per l'oest dels Andes, fins l'oest de l'Equador i, fins l'est de l'Equador, est del Perú i oest de Bolívia.

## Taxonomia
Alguns autors consideren que la població de Panamà occidental és en realitat una espècie de ple dret:
- Chlorospingus hypophaeus - tàngara de matollar de gorja taronja.[3]